# Papučko-krndijski partizanski odred
Papučko-krndijski narodnooslobodilački partizanski (NOP) odred bila je partizanska postrojba u Narodnooslobodilačkoj vojsci i partizanskim odredima Jugoslavije tijekom Drugog svjetskog rata u u Hrvatsku.

## Povijest
Formiran je 22. listopada 1941. u Kokočaku, kod Orahovice, od partizanskih skupina koje su djelovale na području planina Papuk i Krndija. Prilikom formiranja imao je 25 boraca. Odred je uglavnom napadao slabija neprijateljska uporišta, manje konvoje i ophodnje, rušio komunikacije i objekte na njima, palio arhive i ustanove, likvidirao agente i pripadnike upravnog, političkog i policijskog aparata okupatora i kolaboracionista. Postrojbe odreda su noću 20./21. studenog 1941. napale oružničku postaju, ustaški logor, poštu i općinu u Slatinskom Drenovcu. Nakon kraće borbe posada je svladana, oružje zaplijenjeno, a arhiv spaljen. Noću 1./2. prosinca Odred je uništio općinski arhiv u selu Bektež, gdje je zaplijenio 5 pušaka i 200 metaka. Njegovi dijelovi su 14. prosinca razoružali 4 stražara koji su čuvali most kod sela Orljavac. Zajedno s NOP odredom Matija Gubec (Psunjski NOP odred) njegove postrojbe su 23. prosinca napale ustaške i domobranske posade u selima Bučju i Rogulje, te im nanijele značajne gubitke. Nakon kraće borbe postrojbe tih odreda oslobodile su uhićene seljake iz Rogulja, a zatim se povukle u pravcu Ravne Gore zbog pristizanja jakih pojačanja iz Požege. Sredinom prosinca 1941. Odred je imao oko 140 boraca, a 24. prosinca kod Brusnika (na planini Psunju) Papučko-krndijski NOP odred ušao je u sastav Slavonskog NOP bataljuna, kao njegova druga četa.